# تاريخ أسعار البريد الروسي
تاريخ أسعار البريد الروسي.
لقد شهدت أسعار البريد في روسيا تغيرات متكررة منذ عام 1917 حتى اليوم. وقد طبقتها الهيئات والوكالات الحكومية في الاتحاد السوفيتي وروسيا، وانعكس ذلك في تعديل فئات الطوابع.

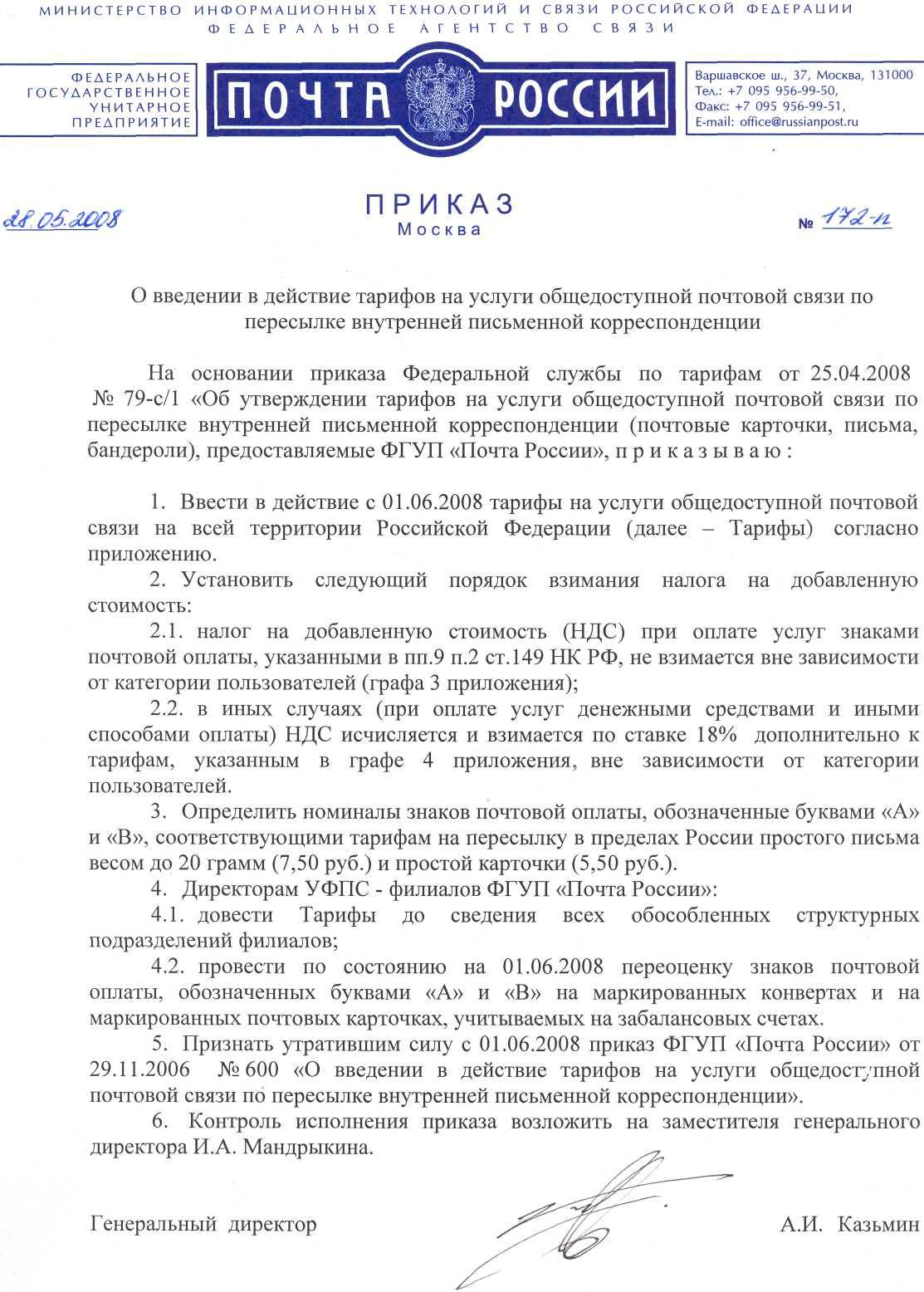
قانون تغيير رسوم البريد في البريد الروسي لعام 2008

## نبذة تاريخية
يرتبط إصدار طوابع البريد الروسية ارتباطًا مباشرًا برسوم البريد المعمول بها في فترات معينة من تاريخ خدمة البريد الروسية. طُبقت فئات الطوابع لتلبية حاجة عامة لدفع تكاليف البريد وفقًا للرسوم الحالية. لم يكن إصدار الطوابع لأجل الحصول على الإيرادات من أهداف سياسة الدولة في هذا المجال. يُعد تغيير رسوم البريد جانبًا مهمًا في دراسة تاريخ البريد الروسي وجمع مقتنياته.
لم تُبحث أسعار البريد الروسية، وخاصةً السوفيتية، بشكل وافٍ في الأدبيات المتعلقة بهواة جمع الطوابع. هذا الجزء من تاريخ البريد الروسي أقل دراسة، مع وجود تعليقات عليه في سياقات أخرى. أدى تعديل أسعار البريد إلى زيادة القيمة الاسمية للطوابع، كما ينعكس في الأعداد المطبوعة والمبالغ في سعرها. لذلك، غالبًا ما كانت هذه الأسعار سببًا لرفع قيمة الطوابع الحالية، أو إصدار طوابع بريد جديدة، أو فرض رسوم إضافية مختلفة.
تغيرت أسعار البريد لإرسال وتسليم البريد الداخلي عدة مرات. على سبيل المثال، طرأ حوالي 30 تغييرًا على الأسعار خلال الفترة من عام 1918 إلى عام 1966.

## جمهورية روسيا الاتحادية الاشتراكية
خلال السنوات الخمس الأولى فقط من وجود جمهورية روسيا الاتحادية الاشتراكية السوفيتية كدولة ذات سيادة، من الثورة البلشفية عام 1917 حتى تأسيس الاتحاد السوفيتي عام 1922، تغيرت أسعار البريد 23 مرة. وقد كافح مكتب البريد السوفيتي في بداياته للحفاظ عليها.
عادةً ما كانت تُطبّق أسعار جديدة بموجب مراسيم حكومية خاصة. وفي حالات قليلة، كان ذلك يتم من خلال أوامر تعميمية صادرة عن إدارة البريد تُعرف باسم "تعميمات مكتب البريد". وقد حددت المفوضية الشعبية للبريد والبرق أسعار البريد الدولي، ثم حلت محلها وزارة الاتصالات في الاتحاد السوفيتي.

## الاتحاد السوفيتي

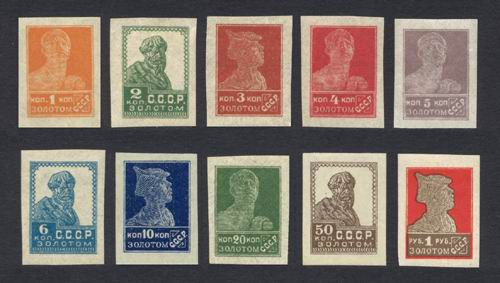
إصدار المعيار الذهبي في الاتحاد السوفيتي. طُبِّقت أسعار العملات المدعومة بمعيار الذهب نتيجةً للإصلاح النقدي السوفيتي في عقد العشرينيات من القرن العشرين.

خلال فترة الاتحاد السوفيتي (من عام 1923 إلى عام 1967)، تغيّرت أسعار البريد عشر مرات. وتبعًا لممارسات جمهورية روسيا الاتحادية الاشتراكية السوفيتية، فقد فُرضت رسوم إضافية خاصة على البريد المسجل، تُضاف إلى رسوم البريد الاعتيادية. وظلّ هذا الإجراء ساريًا حتى عام 1948، عندما حُدّد سعر محدد للبريد المسجل. كما وُجدت أسعار أعلى لفئات خاصة من البريد (من عام 1923 إلى عام 1938)، والتي استُخدمت للأغراض التالية:
- الرسائل والحزم والطرود "ذات الأهمية الخاصة".
- الإرساليات البريدية السريعة (البريد المُسلّم الخاص).
- "ساعي بريد خاص" (لتسليم البريد إلى عناوين تبعد أكثر من 25 كم عن أقرب مكتب بريد).

طوابع الاتحاد السوفييتي للبريد السريع، 1932
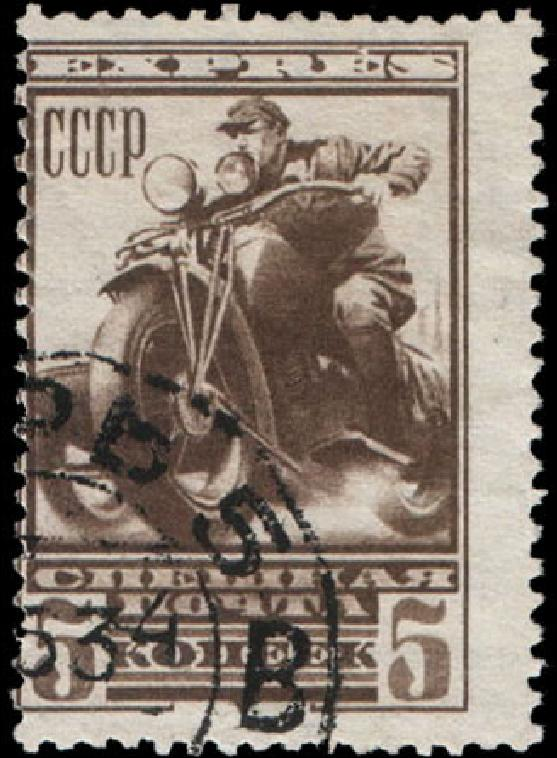
5 كوبيك
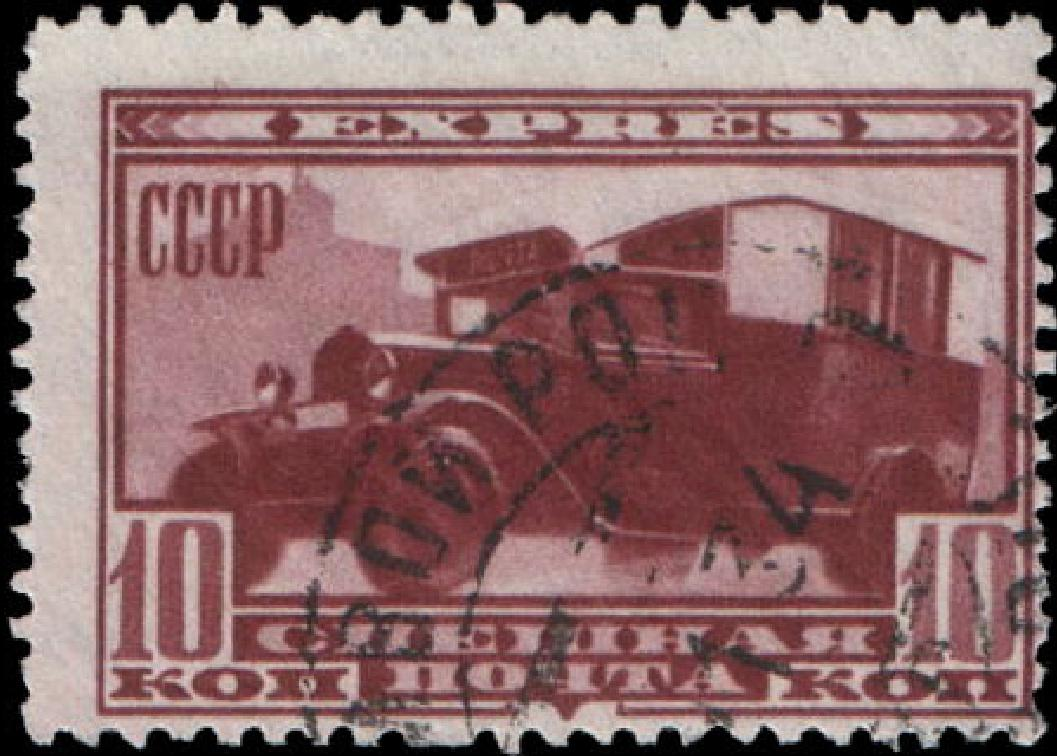
10 كوبيك
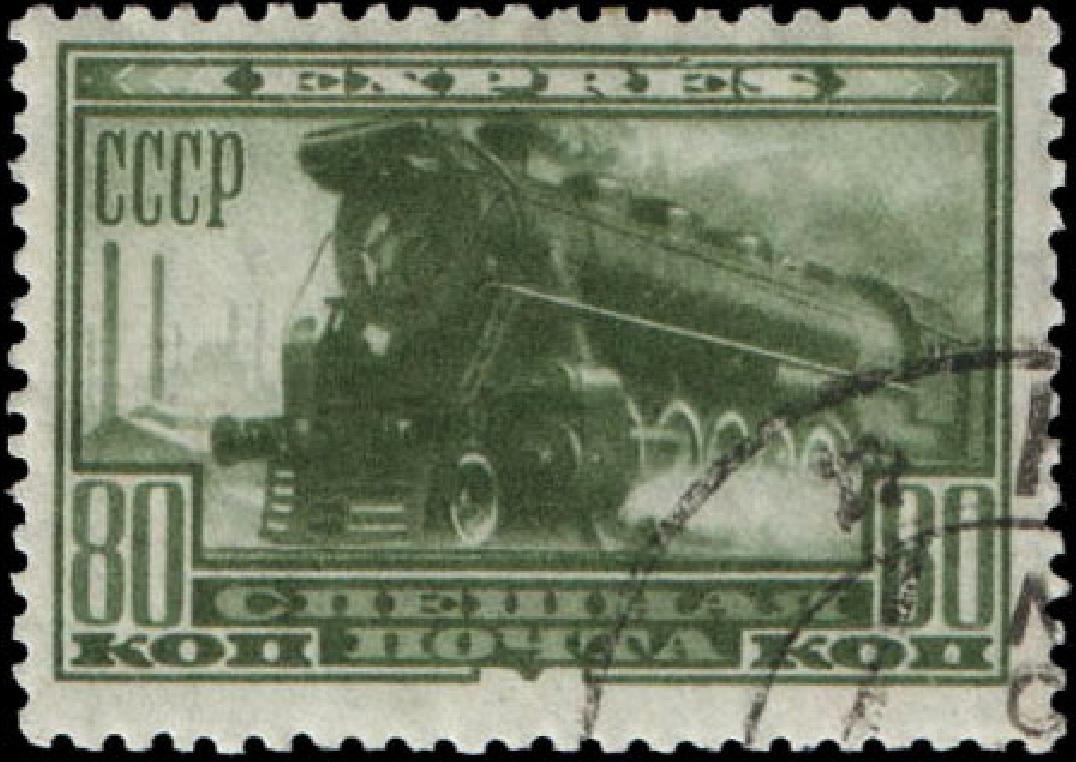
80 كوبيك

لقد فُرضت رسوم إضافية على إرسال البريد جوًا. حُدِّدت أسعار البريد الجوي الداخلي عام 1932، وأسعار البريد الجوي الدولي عام 1939. واعتبارًا من عام 1936، طُبِّقت أسعار البريد الجوي على العمليات الاعتيادية على مدار العام.
بالنسبة للبريد الداخلي غير المدفوع، فُرضت رسوم عند سعر التسجيل. أما بالنسبة للبريد الدولي غير المدفوع، فكانت رسومه ضعف رسوم البريد الناقص.
حددت أسعار البريد على أساس التصنيف التالي للرسائل حسب الوزن:
- الرسائل "العادية" التي يصل وزنها إلى 20 جرامًا تُفرض عليها رسوم عادية.
- الرسائل التي يتراوح وزنها بين 20 و40 جرامًا تُفرض عليها رسوم مضاعفة.

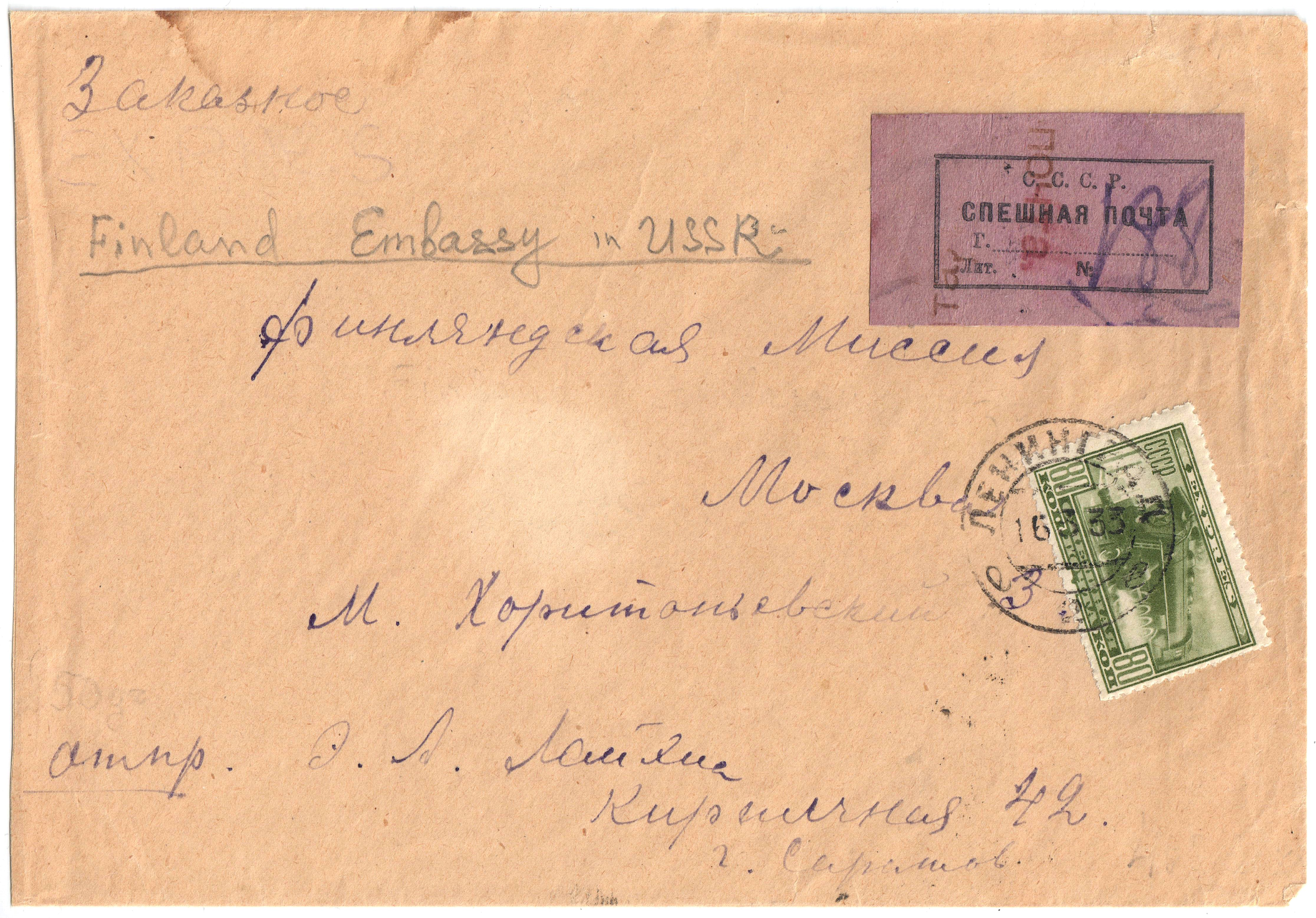
أُرسل طابع البريد السريع من لينينغراد بتاريخ 16 آذار 1933 إلى موسكو، وختم بريد المستلم الخلفي هو 17 آذار 1933 يحمل ختم البريد السريع الأسود على ملصق تسجيل أرجواني رقم 188. نادرًا ما يُستخدم طابع البريد السريع من فئة 80 كوبيك، حيث يُدفع السعر الصحيح وهو 80 كوبيك، والذي كان صالحًا للرسائل اعتبارًا من 1 أغسطس/آب 1931.

- الرسائل التي يتراوح وزنها بين 40 و60 جرامًا تُفرض عليها رسوم ثلاثية، وهكذا.

## الاتحاد الروسي
استمرت سياسات البريد بممارسات مماثلة في فرض أسعار البريد في الاتحاد الروسي منذ عام 1992.

## المعدلات التاريخية
يمثل هذا الجدول مخططًا للتقلبات الإجمالية لأسعار البريد المحلي في العصر السوفييتي وما بعده.
| السنوات                  | بطاقات البريد            | بطاقات البريد            | الرسائل                  | الرسائل                  | رسائل البريد المسجل      | رسائل البريد المسجل      |
| السنوات                  | الحد الأدنى              | الحد الأقصى              | الحد الأدنى              | الحد الأقصى              | الحد الأدنى              | الحد الأقصى              |
| الجمهورية الروسية, RSFSR | الجمهورية الروسية, RSFSR | الجمهورية الروسية, RSFSR | الجمهورية الروسية, RSFSR | الجمهورية الروسية, RSFSR | الجمهورية الروسية, RSFSR | الجمهورية الروسية, RSFSR |
| ------------------------ | ------------------------ | ------------------------ | ------------------------ | ------------------------ | ------------------------ | ------------------------ |
| 1917–1923                | 5 كوبيكا,مجانا [a]       | 20,000 روبل[b]           | 10 كوبيكا, مجانا [a]     | 50,000 روبل[b]           | 20 كوبيكا                | 100,000 روبل[b]          |
| الاتحاد السوفيتي         |                          |                          |                          |                          |                          |                          |
| 1923–1991                | 3 كوبيكا                 | 25 كوبيكا                | 4 كوبيكا                 | 40 كوبيكا                | 6 كوبيكا                 | 1 روبل                   |
| الاتحاد الروسي           |                          |                          |                          |                          |                          |                          |
| 1992–2015                | 15 كوبيكا                | 650 روبل [b]             | 20 كوبيكا                | 950 روبل [b]             | 40 كوبيكا                | 1,100 روبل [b]           |

a على نفقة الحكومة من 1 يناير 1919 حتى أغسطس 1921.
b بسبب التضخم المفرط.